# 타무라 유카리
타무라 유카리(일본어: 田村 ゆかり 다무라 유카리[*], 1976년 2월 27일 ~ )는 일본의 여자 성우이다.

## 주요 출연작
※굵은 글자는 주요, 메인 캐릭터.

### TV 애니메이션
1990년대
- 외계소년 위제트 (조연 다수)
- 보거스는 내 친구 (조연 다수)
- 성방천사 엔젤링크스 (야요이)

1997년
- 대운동회 (어린 시절의 아이라 베페라스카 로스노프스키, 바네사)

2000년
- 더파이팅 (아이카와)
- 동글동글 해롱이 (키라키라)
- 멋지다 코니 (모로)
- 무적왕 트라이제논 (쿄우 쿠라마)
- 마이애미 건즈 (아마노 루우)

2001년
- 갤럭시 앤젤 (란파 프란보와즈)
- 스크라이드 (유타 카나미)

2002년
- 갤럭시 앤젤 Z (란파 프란보와즈)
- 갤럭시 앤젤 A (란파 프란보와즈)
- 부탁해요 선생님 (모리노 이치고)
- 카논 (카와스미 마이)
- 피타텐 (미샤)
- 풀 메탈 패닉! (쿠르츠 웨버의 AI)
- 나루토 (텐텐)

2003년
- 부탁해요 선생님 (모리노 이치고)
- D.C 다카포 (요시노 사쿠라)

2004년
- 갤럭시 앤젤 X (란파 프란보와즈)
- DearS (니아)
- 마법소녀 리리컬 나노하 (타카마치 나노하)
- 미도리의 나날 (츠키시마 시오리)
- 우타∽카타 (무나카타 미치루)
- 파이널 어프로치 (모리야 미키)

2005년
- 마법소녀 리리컬 나노하 A'S (타카마치 나노하)
- 작안의 샤나 (티리엘)
- 극상학생회 (란도 리노)
- AIR (미치루)
- D.C 다카포 Second Season (요시노 사쿠라)
- 트리니티 블러드 (웬디)
- 은혼 (하나노 사키)

2006년
- 갤럭시 앤젤룬 (란파 프란보와즈)
- 전설의 총사 빨간망토 (빨간망토)
- 쓰르라미 울 적에 (후루데 리카)
- 오란고교 호스트부 (에클레르 토네일)
- 카논 리메이크 (카와스미 마이)
- 카시마시 ~Girl Meets Girl~ (쿠르스 토마리)
- 두근두근 메모리얼 Only Love (히가시노 유카리)

2007년
- 나루토 질풍전 (텐텐)
- 마법소녀 리리컬 나노하 Striker'S (타카마치 나노하)
- 마이셀프 ; 유어셀프 (와카쓰키 슈리)
- 모에땅 (니지하라 잉크, 파스텔 잉크)
- 무시우타 (호리자키 아즈사, 밍밍)
- 스케치북 ~full color's~ (쿠리하라 나기사)
- 쓰르라미 울 적에 해 (후루데 리카)
- 작안의 샤나 II (티리엘)
- D.C. 다카포 II (요시노 사쿠라)
- 클라나드 (스노하라 메이)
- 아이돌 마스터 XENOGLOSSIA (미나세 이오리)

2008년
- 닌자의 왕 (삼라만상)
- 모노크롬 팩터 (루루)
- 클라나드 애프터 스토리 (스노하라 메이)
- D.C. 다카포 II Second Season (요시노 사쿠라)
- 흑집사 (엘리자베스 미드포드)

2009년
- 내일의 요이치 (이카루가 치하야)
- 우주를 달리는 소녀 (시시도 카자네)
- 흑신 The Animation (엑셀)
- 괭이갈매기 울 적에 (프레데리카 베른카스텔)
- 캠퍼 (할복 토끼)
- 어떤 과학의 초전자포 (쥬후쿠 미호)
- 하야테처럼!! (마야)
- 완소! 퍼펙트 반장 (모모리 마린)

2010년
- 카타나가타리 (토가메)
- 성흔의 퀘이서 (에바 R)
- 싸우는 사서 The Book of Bantorra (이레이아 키티)
- B형 H계 (야마다)
- 내 여동생이 이렇게 귀여울 리가 없어 (쿠루스 카나코,메루루,호시노 쿠라라)
- 길 잃은 고양이 오버런! (치쿠마엔 카호)

2011년
- 인피니트 스트라토스 (시노노노 타바네)
- Steins;Gate (아마네 스즈하)
- 롯테의 장난감! (토우하라 아스하)
- C3-시큐브 (피아)
- 도시락 전쟁 (사와기 쿄)

2012년
- 그 여름에서 기다릴게 (야마노 레몬)

2013년
- 내 여자친구와 소꿉친구가 완전 수라장 (나츠카와 마스즈)
- 변태왕자와 웃지 않는 고양이 (강철의 왕(츠츠카쿠시 츠쿠시))
- 물가의 무로미씨 (무로미)
- 킬라킬(하리메 누이)

2014년
- 농림 (키노시타 링고(쿠사카베 유카))
- 노 게임 노 라이프 (지브릴)
- 겁쟁이 페달 (히메)
- 아카메가 벤다! (마인)
- 구구레 코쿠리상 (나레이션)

2015년
- 마법소녀 리리컬 나노하 VIvid (타카마치 나노하)

2016년
- 사이키 쿠스오의 재난 (유메하라 치요)

2018년
- ISLAND (오하라 린네)
- 허긋토! 프리큐어 - 루루 아무르

### 극장판 애니메이션
2017년
- 흑집사: 북 오브 더 아틀란틱 (엘리자베스 미드포드)
- 노 게임 노 라이프 -제로-
- 마법소녀 리리컬 나노하 리플렉션

2018년
- 마법소녀 리리컬 나노하 데토네이션

2024년
- 기동전사 건담 SEED FREEDOM (아우라 마하이발)

2025년
- MOON TAISEN (문 오니)

### OVA
2000년
- 용자왕 가오가이가 파이널 (광룡, 암룡)

2001년
- 메모리즈 오프 (오토와 카오루)

2004년
- 제비뽑기 언밸런스 OVA (아사기리 코마키)

2008년
- 퀴즈 매직 아카데미 (클라라)
- DaCapo Innocent Finale (요시노 사쿠라)

2009년
- 쓰르라미 울 적에 례 (후루데 리카)

2011년
- 쓰르라미 울 적에 황 (후루데 리카)

2025년
- MOON TAISEN (문 오니)

### 게임
1997년
- 아머드 코어 (컴퓨터 보이스)

1998년
- 스타 글래디 에이터2 (쥰, 엘)
- 불꽃의 요리인 쿠킹 파이터 하오 (쿠밍)
- 도쿄마인학원검풍첩 (토노 쿄코)
- 마알 왕국의 인형 공주 (먀오)

1999년
- 트루 러브 스토리2 (키미코)
- L의 계절 -A piece of memories- (유미쿠라 사야카)
- 전국 미소녀 회권 하늘을 베다 ~춘풍의 장~(미소녀 닌자 모험기2 ~춘풍의 장~) (히나)
- Memories Off (오토와 카오루)
- 두근두근 메모리얼2 (이쥬인 메이)
- 리틀 프린세스 마왈 왕국의 인형 공주2 (먀오)

2000년
- 서몬 나이트 (리플레)
- RPG만들기 2000 샘플 게임 「신부의 관」 (롯카)
- 브레이브 사가2 (광룡&암룡, 천룡신)
- 카논 (카와스미 마이)
- 천사의 프레젠트 마알 왕국 이야기 (먀오)
- 불타라! 저스티스 학원 (EDIT 캐릭터 여자)

2001年
- 엔젤릭 콘서트 (크리논 리바레)
- AIR (미치루)
- 화염성모 ~The Virgin on Megiddo~（華竜院巴）
- 마알 DE지그소 (먀오) 2001年11月25日

2002년
- 도쿄마인학원외법첩 (토노 쿄카)
- 라 퓌셀 빛의 성녀 전설 (쇼콜라)
- 소울 칼리버II (타림)
- GALAXY ANGEL (란파 프란포와즈)
- 그란디아 익스트림 (먐)

2003年
- 식신의 성II (아라라 클란)
- 인터루드 (타마키 마이코)
- 흡혈희 미유 ~천야초~ (요츠야 치사)
- 댄싱 소드 -섬광- (미미)
- Only you 리벨 클스 (린 레이란)
- 마알 쟝!! (먀오)
- 노부나가의 야망Online (여성 캐릭터)
- 퀴즈 아카데미 (클라라, 아멜리아)
- SAKURA ~설월화~ (이즈모 아스카)
- GALAXY ANGEL Moonlit Lovers (란파 프란포와즈)
- 비스트로 큐피트2 (네이시아 웜우드)
- SNOW (히요리가와 아사히)
- D.C.P.S. ~다카포~ 플러스 시츄에이션 (요시노 사쿠라)

2004년
- 조이트 인피니티 (카논)
- 팬텀 브레이브 (먀오)
- DearS (니아)
- 신혼합체 고단나!! (에리스 발렌타인)
- GALAXY ANGEL Eternal Lovers (란파 프란포와즈)
- Monochrome (키리오카 치토세)
- 파이널 어프로치 (모리야 미키)
- 퀴즈 아카데미2 (클라라)
- 중화작사 텐호 파이냥 (마리 푸버)

2005년
- 프린세스 콘체르트(알트)
- 소울칼리버3(타림)

2006년
- 마계전기 디스가이아2(로자린드)
- 서몬 나이트4(륨, 리플레)
- 클라나드(스노하라 메이)

2007년
- 마이셀프 ; 유어셀프(와카츠키 슈리)
- 스타오션1 First Departure (페리시)

2008년
- 무장신희 BATTLE RONDO (HMT형 MMS 이다)

2009년
- Steins;Gate (아마네 스즈하)

2013년
- 영웅전설 섬의궤적 (미스티, 비타 클로틸드)

2014년
- 영웅전설 섬의궤적2 (비타 클로틸드)

2016년
- 붕괴3rd 테레사 아포칼립스

2017년
- 소녀전선 (M4SOPMODII)

### 드라마 CD
1997년
- 마크로스 제네레이션(팟셀)

2002년
- 나루에의 세계(Original판) (샤멀)
- 공의 경계 부감풍경 (고쿠토 아자카)
- 부탁해요☆티쳐 (모리노 이치고)

2003년
- 부탁해요☆트윈즈 (모리노 이치고)

2005년
- 마법소녀 리리칼 나노하 Sound Stage 01, 03 (타카마치 나노하)
- 후르츠바스켓(토도 키미)

2006년
- 쓰르라미 울적에 히마츠부시편 (후루데 리카)
- 카시마시~Girl Meets Girl~(쿠르스 토마리)

2007년
- 쓰르라미 울적에 해결편 메아카시편 (후루데 리카)
- 아이돌 마스터 -XENOGLOSSIA- (미나세 이오리)
- 소녀왕국 표류기 (아야네)

2008년
- 마이셀프; 유어셀프 Audio Drama CD (와카츠키 슈리)

2025년
- MOON TAISEN (문 오니)

### 특촬물
2011년
- 해적전대 고카이저 (내비)

### 그 외
- 사진집 ‘そらいろ。’ (2007년 10월 10일, 코나미 디지털 엔터테인먼트)ISBN 978-4-86155-838-2

## 음반목록

### 앨범
|      | 발매일           | 제목                     |
| ---- | ---------------- | ------------------------ |
| 1st  | 2001년 7월 4일   | 天使は瞳の中に           |
| 2nd  | 2002년 9월 25일  | 花降り月夜と戀曜日       |
| 3rd  | 2003년 11월 6일  | 蒼空に搖れる蜜月の小舟   |
| 4th  | 2005년 8월 2일   | 琥珀の詩,ひとひら        |
| 5th  | 2006년 4월 29일  | 銀の旋律,記憶の水音      |
| 6th  | 2008년 2월 27일  | 十六夜の月,カナリアの恋  |
| 7th  | 2009년 2월 4일   | 木漏れ日の花冠(ロゼット) |
| 8th  | 2010년 9월 8일   | シトロンの雨             |
| 9th  | 2011년 12월 21일 | 春待ちソレイユ           |
| 10th | 2013년 11월 20일 | 螺旋の果実               |

미니앨범
1. WHAT'S NEW PUSSYCAT?(1997년 9월 26일)
2. 初恋(2013년 9월 16일, 카구라자카 유카 명의 음반)

콜렉션 앨범
1. True Romance(2003년 3월 5일)

베스트 앨범
1. True Romance (2003년 8월 5일)
2. Sincerely Dears (2007년 3월 28일)

### 싱글
|      | 발매일           | 제목                                |
| ---- | ---------------- | ----------------------------------- |
|      | 1997년 3월 26일  | 勇気をください                      |
|      | 1997년 6월 4일   | 輝きの季節                          |
|      | 1998년 12월 2일  | REBIRTH 〜女神転生〜                |
|      | 1999년 1월 6일   | きっと言える                        |
| 1st  | 2001년 5월 23일  | Summer melody                       |
| 2nd  | 2002년 4월 24일  | Love Parade                         |
| 3rd  | 2002년 8월 7일   | baby's Breath                       |
| 4th  | 2003년 5월 21일  | Lovely Magic                        |
| 5th  | 2003년 9월 3일   | 眠れぬ夜につかまえて                |
| 6th  | 2004년 5월 26일  | 夢見月のアリス                      |
| 7th  | 2004년 10월 21일 | Little Wish ~lyrical step~          |
| 8th  | 2005년 5월 25일  | 恋せよ女の子                        |
| 9th  | 2005년 10월 26일 | Spiritual Garden                    |
| 10th | 2006년 8월 2일   | 童話迷宮                            |
| 11th | 2006년 12월 20일 | Princess Rose                       |
| 12th | 2007년 5월 9일   | 星空のSpica                         |
| 13th | 2007년 8월 1일   | Beautiful Amulet                    |
| 14th | 2008년 8월 27일  | バンビ-ノ·バンビ-ナ                 |
| 15th | 2008년 12월 17일 | Tomorrow                            |
| 16th | 2009년 12월 16일 | You & Me                            |
| 17th | 2010년 1월 27일  | My wish My love                     |
| 18th | 2010년 4월 28일  | おしえて A to Z                     |
| 19th | 2011년 1월 26일  | ラチナLovers Day                    |
| 20th | 2011년 10월 12일 | めろ～ん音頭～Festival of Kingdom～ |
| 21st | 2012년 8월 15일  | Endless Story                       |
| 22nd | 2013년 2월 6일   | W:Wonder tale                       |
| 23rd | 2013년 4월 17일  | Fantastic future                    |
| 24th | 2014년 2월 5일   | 秘密の扉から会いにきて              |
| 25th | 2014년 12월 24일 | あのね Love me Do                   |
| 26th | 2015년 4월 1일   | 好きだって言えなくて                |

라이브회장 한정판 싱글
1. mon cheri(2008년 3월 28일)
2. †메타우사공주~흑 유카리 왕국 미사†(†メタウサ姫～黒ゆかり王国ミサ～†)(2009년 2월 14일)
3. めろ〜ん音頭 〜Festival of Kingdom〜(2011년 4월 15일)